# Lance Mackey
Lance Mackey (ur. 2 czerwca 1970 w Wasilla, zm. 7 września 2022) – amerykański maszer. Czterokrotny zwycięzca najtrudniejszego na świecie wyścigu psich zaprzęgów Yukon Quest (w 2005, 2006, 2007 i 2008) i czterokrotny wyścigu Iditarod (w 2007, 2008 ,2009 i 2010). Jest pierwszym zawodnikiem, który wygrał obydwa wyścigi w jednym roku i dokonał tego dwukrotnie. Podczas obu wyścigów zaprzęgowi liderował ten sam pies Larry (uczestnik 10 ponad 1000 milowych wyścigów, z których 7 wygrał).
W wyścigu Iditarod wcześniej wygrywali jego ojciec Dick Mackey w 1978 i jego brat Rick Mackey w 1983. Wszyscy trzej zawsze startowali w tych zawodach z numerem 13.
Zmarł 7 września 2022 z powodu nowotworu gardła.